# Любен Георгиевски
Любен Георгиевски с псевдоним Люпта (на македонска литературна норма: Љубен Георгиевски – Љупта) е югославски партизанин и деец на комунистическата съпротива във Вардарска Македония.

## Биография
Роден е през 1925 година в град Прилеп. Влиза в СКМЮ, а впоследствие и в ЮКП. След убийството на един български войник в тунелите над Богомила от страна на югославските партизани е арестуван. Три дни по-късно е освободен поради липса на доказателства. От 2 август 1944 до средата на октомври същата година е заместник-политически комисар на пета македонска ударна бригада. Носител е на Партизански възпоменателен медал 1941 година. След Втората световна война преподава в Скопския университет и пише в областта на историографията. Умира през 2009 година в град Скопие.